# Vikingskipshuset
Das Vikingskipshuset (deutsch Wikingerschiffhaus) ist ein norwegisches Museum in Oslo.

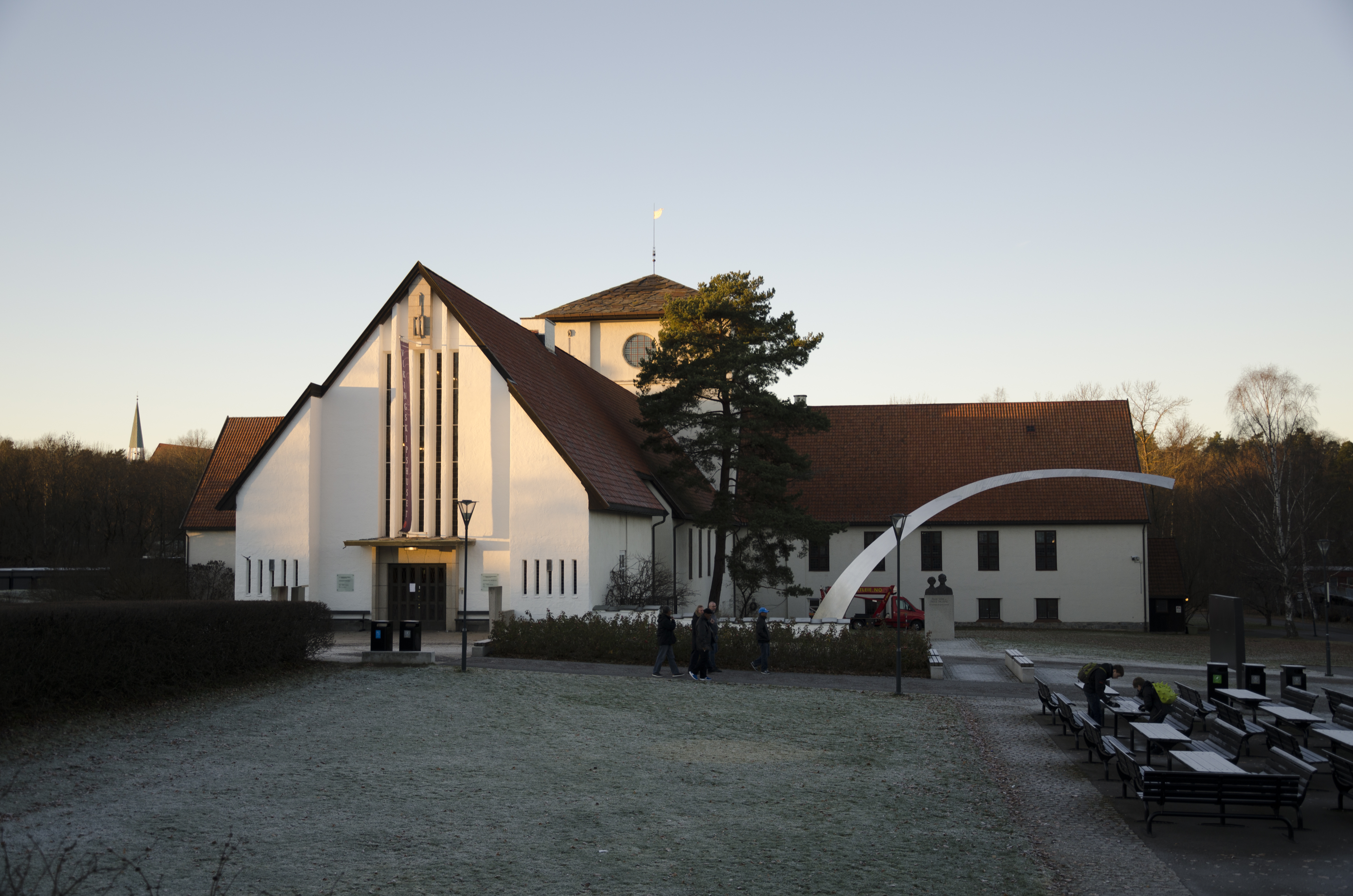
Vikingskiphuset, Bygdøy

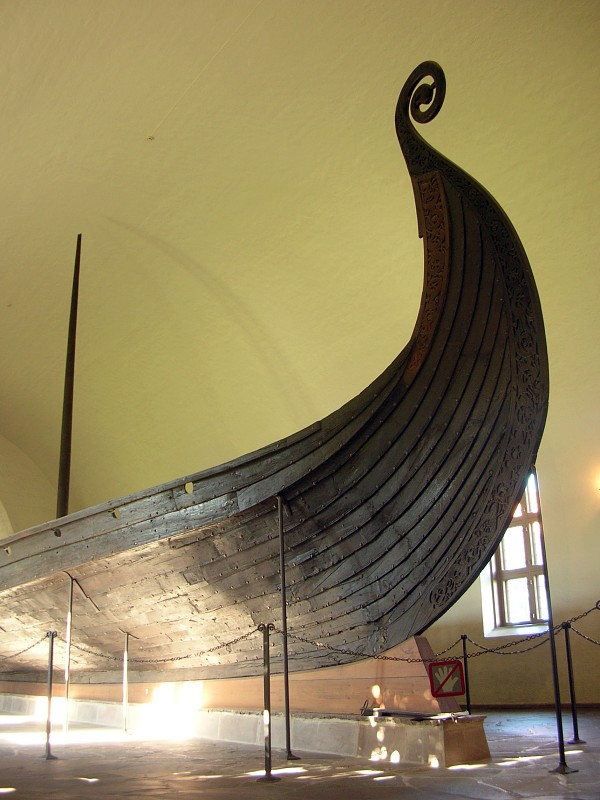
Das Oseberg-Schiff

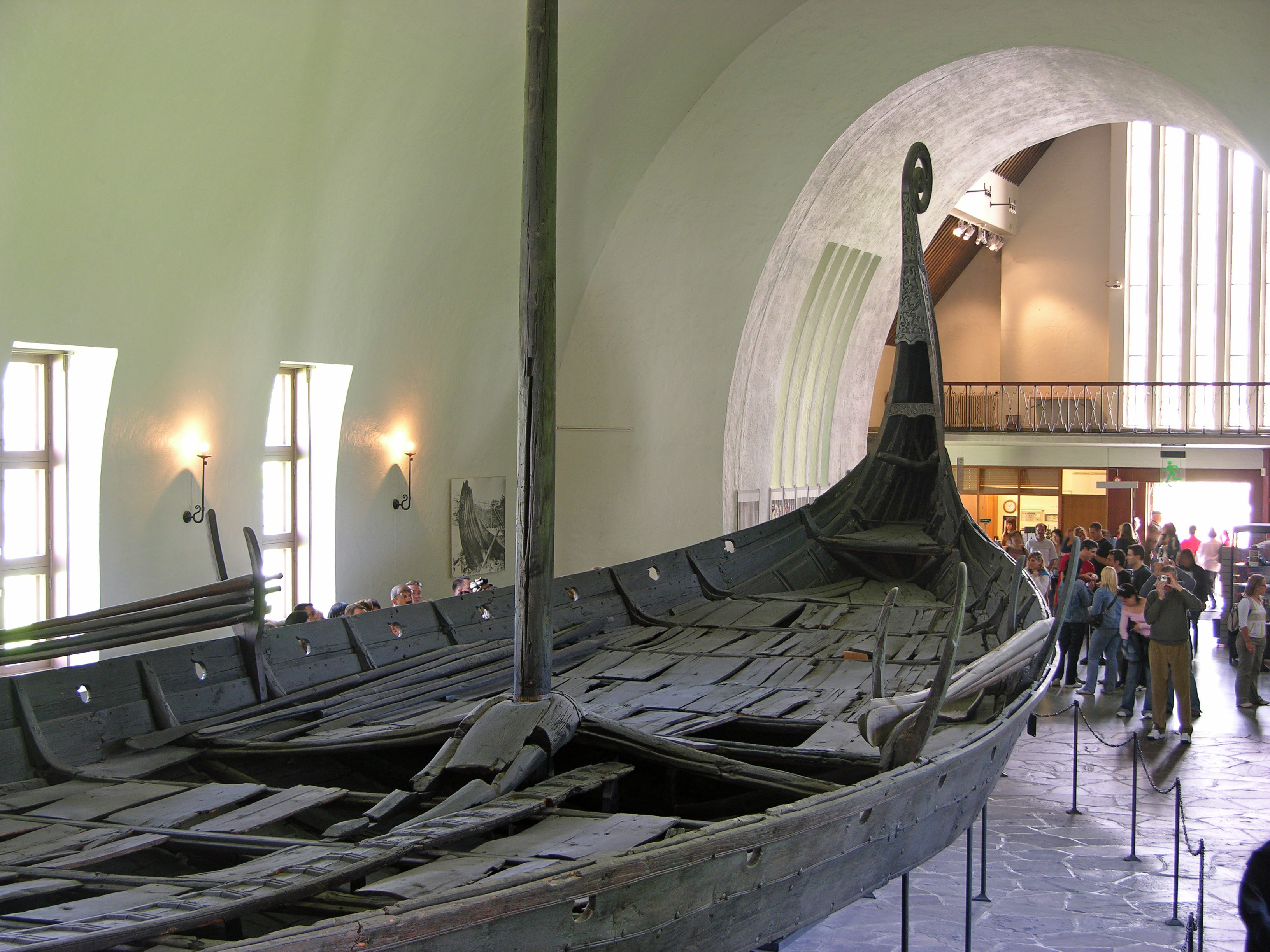
Wikingerschiffmuseum und das Oseberg-Schiff

Das Museum widmet sich den archäologischen Wikingerschiffsfunden aus Tune, Gokstadhaugen (Sandefjord), Oseberg (Tønsberg) und dem Borre-Friedhof in Horten (Vestfold). Die Hauptattraktionen des Museums sind das Gokstad-Schiff, das Oseberg-Schiff und das Tuneschiff. Des Weiteren befinden sich im Museum verschiedene Gegenstände der Wikingerzeit wie Betten, Pferdekarren, Zeltbestandteile, Eimer und Grabbeilagen.
Gegründet wurde das Museum 1913 durch den schwedischen Hochschullehrer Gabriel Gustafson. Ein Architektenwettbewerb für das Museum fand statt, den der Architekt Arnstein Arneberg gewann. Der Museumsbau wurde finanziell vom norwegischen Staat unterstützt. Ein dreimal so großer Neubau ist geplant, der nicht nur die Schiffe, sondern auch den Alltag der Wikinger darstellen soll.